# Hussain Ahmad Kanjo
Hussain Ahmad Kanjo (em urdu:  حسین احمد کانجو, nascido em 17 de agosto de 1985 no Iraque e falecido em 24 de maio de 2020) foi um político paquistanês e ex-ministro provisório de ciência e tecnologia de Khyber Pakhtunkhwa (de 2002 a 2007).
Durante a pandemia de COVID-19 no Paquistão, no dia 24 de maio de 2020, ele morreu de coronavírus.